# SBT Pará
SBT Pará é uma emissora de televisão brasileira sediada em Belém, capital do estado do Pará. Opera no canal 5 (26 UHF digital), e é afiliada ao SBT. A emissora foi inaugurada em 1981 pelo empresário Silvio Santos, juntamente com o SBT, após este ter arrematado três concessões da antiga Rede Tupi, sendo a de Belém a da antiga TV Marajoara.

## História

### Antecedentes
Em 30 de setembro de 1961, os Diários Associados inauguraram a TV Marajoara, emissora própria da Rede Tupi e primeira emissora da cidade de Belém e do estado do Pará. Durante sua existência, a TV Marajoara produziu vários programas locais e também exibia programas nacionais produzidos pela TV Tupi São Paulo e pela TV Tupi Rio de Janeiro, geradoras da Rede Tupi. Embora estivesse financeiramente em dia com suas dívidas, isso não evitou que o Governo Federal declarasse o seu fechamento em 18 de junho de 1980, juntamente com a Rede Tupi de Televisão.

### TVS Belém (1981-1990)
Com o fechamento da Tupi e consequentemente da Marajoara, o Governo Federal lançou ainda em 1980 uma concorrência pública para as 7 concessões cassadas da Rede Tupi, juntamente com a da TV Excelsior de São Paulo (extinta em 1970) e o canal 9 do Rio de Janeiro (antiga TV Continental), para os empresários Adolpho Bloch e Silvio Santos. Silvio ficou com as concessões da Tupi em São Paulo (TV Tupi São Paulo), Porto Alegre (TV Piratini) e Belém (TV Marajoara), além do canal 9 do Rio de Janeiro (TV Corcovado, hoje CNT Rio de Janeiro). As outras concessões foram para Adolpho Bloch, que formou a Rede Manchete em 1983.
Através das concessões que adquiriu, Silvio Santos criou em 19 de agosto de 1981 o Sistema Brasileiro de Televisão (SBT), juntamente com suas emissoras próprias, a TVS São Paulo (geradora e atual SBT São Paulo), a TVS Rio de Janeiro (atual SBT Rio, que já existia desde 1976) e TVS Porto Alegre (atual SBT RS, que foi inaugurada em 26 de agosto). Em 2 de setembro, duas semanas após a inauguração do SBT, a TVS Belém foi oficialmente inaugurada.
No fim deste mês, a pedido do Ministério das Comunicações, a TVS Belém passou do canal 2 VHF para o 5 VHF, como forma de organizar as frequências dos canais de Belém. O canal 2 ficou fora do ar após a troca e só voltaria a ser ocupado novamente em 2 de janeiro de 1987 pela TV Cultura do Pará.

### SBT Belém (1990-2012)
Em 1.º de janeiro de 1990, a TVS Belém, bem como as outras emissoras próprias do SBT, abandona a nomenclatura TVS e passa a se chamar SBT Belém. A TVS já usava a nomenclatura SBT desde sua fundação, porém só quando transmitia os programas da rede.
No dia 19 de outubro de 2009, um dia após o início do horário de verão no centro-sul brasileiro, o SBT Belém passou a gerar sinal alternativo ao da matriz paulistana, especialmente para os estados das regiões do Norte, Nordeste e Centro-Oeste (apenas Mato Grosso e Mato Grosso do Sul), por conta das normas impostas pelo Ministério das Comunicações para classificação indicativa dos programas de TV no país (DEJUS). O sinal conhecido como Rede Fuso, consistia em retardar a programação do SBT em 1 hora em relação a geração original, exibindo antes do seriado Supernatural, a série Smallville por 1 hora, garantindo assim que os programas da linha de shows se encaixassem nos horários aptos a sua exibição. No entanto, podia-se notar que a qualidade da imagem era bem inferior a que era gerada pela rede, com alguns chuviscos e travamentos. Isso durou apenas até 23 de janeiro de 2010, quando faltava um mês para o fim da vigência do horário de verão.

### SBT Pará (desde 2012)
Em 1º de junho de 2012, o SBT Belém passa a se chamar SBT Pará. Em 21 de outubro, novamente por determinação do Ministério das Comunicações, o SBT Pará volta a gerar sinal alternativo para as emissoras das regiões Norte, Nordeste e os estados do Mato Grosso e Mato Grosso do Sul, para adequação as regras de classificação indicativa, em função do horário de verão no centro-sul do país. Logo após a telenovela Carrossel, era exibido o seriado Eu, a Patroa e as Crianças (substituído posteriormente por Arnold) por uma hora, e em seguida o Programa do Ratinho. Durante os sábados, o seriado era exibido logo após o Esquadrão da Moda, e aos domingos não havia o atraso de rede. Desde então, todos os anos, o SBT Pará é responsável por gerar a Rede Fuso do SBT para estas regiões, sempre durante a vigência do horário de verão.
Em 2013, o sinal do SBT Pará passou a ser retransmitido para Aracaju, capital do estado de Sergipe, através do canal 50 UHF, em substituição ao sinal do SBT Nacional que era exibido para a cidade. Em 5 de abril de 2013, o SBT arrendou as retransmissoras da TV Canção Nova Aracaju, para levar o sinal do SBT Pará a todo o estado de Sergipe. No entanto, o mesmo só passou a ser retransmitido durante a vigência do horário de verão, sendo exibido o sinal gerado a partir de São Paulo durante o restante do ano.
Em 18 de novembro do mesmo ano, o SBT Pará inaugurou sua nova sede no bairro Batista Campos, na Travessa Presidente Pernambuco, 72, em substituição a antiga sede que a emissora tinha desde sua fundação, na Avenida Alcindo Cacela, 2304, no bairro da Cremação. Embora a nova sede tinha sido inaugurada apenas em novembro, ela já estava pronta desde o início de 2013, além dos estúdios e da torre de transmissão já estarem sendo utilizados desde 17 de junho. 
Em 12 de agosto de 2025, a emissora firmou uma parceria de investimentos com o Grupo Norte de Comunicação, se tornando uma das componentes da TV Norte, uma cadeia de emissoras afiliadas do SBT em toda a região norte (exceto Amapá). O acordo seria assinado no dia 14 e a partir do dia seguinte (15), o SBT Pará deixaria de ser uma emissora própria do SBT e passaria a se tornar uma afiliada do canal, mas ainda sim, continuando a ser gerida pelo Grupo Silvio Santos, que mantém propriedade sob a emissora, dividindo-a com o Grupo Norte.

## Sinal digital
Em 12 de abril de 2014, o SBT Pará iniciou suas transmissões digitais pelo canal 26 UHF, porém ainda em testes. No dia 1º de junho, inaugurou oficialmente seu sinal digital através do canal 26 UHF. A divulgação do sinal digital foi feita através de uma nota postada na página oficial da emissora no Facebook, e em anúncios nos jornais da cidade de Belém. No dia seguinte, o telejornal SBT Pará também mostrou um teaser sobre a nova tecnologia.
Em 4 de agosto, assim como todas as emissoras próprias do SBT, o SBT Pará passa a exibir toda a sua programação local em alta definição. A confirmação oficial, no entanto, só veio em 25 de agosto.
Transição para o sinal digital
Com base no decreto federal de transição das emissoras de TV brasileiras do sinal analógico para o digital, o SBT Pará, bem como as outras emissoras de Belém, cessou suas transmissões pelo canal 05 VHF em 30 de maio de 2018, seguindo o cronograma oficial da ANATEL.

## Programação

### Jornalismo
Em 23 de abril de 2014, o telejornal SBT Pará passa a ser apresentado pelo jornalista Valdo Souza, em substituição a Nyelsen Martins, que estava no comando do SBT Pará anteriormente.
Até 2021, o telejornal foi apresentado por Valdo Souza, que ocupava a posição de âncora fixa. Após sua saída, Nara Bandeira assumiu como âncora principal. 
Em 11 de novembro de 2024, o SBT realizou uma série de demissões como parte de medidas de contenção de despesas, incluindo a saída de Nara Bandeira. Desde então, o telejornal passou a ser apresentado por Bianca Teixeira, que já atuava como apresentadora substituta nas ausências de Nara. Mayra Leal também passou a integrar o rodízio, assumindo a apresentação durante as ausências de Bianca Teixeira.